# San Martín de Valvení
San Martín de Valvení es una localidad y también un municipio de la provincia de Valladolid, Castilla y León, España.

## Historia
San Martín de Valvení, se ha denominado históricamente como San Martín de Balbení o Balvení; así lo denomina Pascual Madoz en su Diccionario geográfico-estadístico-histórico de España y sus posesiones de Ultramar donde lo describe como un lugar del partido judicial de Valoria la Buena perteneciente a la diócesis de Palencia. Dice que se encuentra rodeado por algunos cerros y su clima es frío.Cuenta en 1850 con 90 casas, 77 vecinos. La casa consistorial dispone de cárcel, hay una escuela de instrucción primaria dotada con 2000 reales. También indica que dispone de una fuente de aguas gruesas, de una iglesia parroquial que denomina como El Salvador servida por un cura y sacristán. establece que confina el término con los de la granja de San Andrés, Valoria, Cabezón y granja de Quiñones; indica que dentro del pueblo hay varios manantiales de buenas aguas y una ermita que denomina Cristo de la Gracia. Además posee montes de encina y roble, cuenta con caminos que los dirigen a los pueblos limítrofes y a la capital de la provincia. En cuanto a la producción indica que es de cereales, patata, vino, algunas legumbres, leñas de combustible y buenos pastos con los que se mantiene el ganado lanar y mular. También indica que hay caza de perdices, conejos y liebres, y pesca de barbos, truchas y anguilas. Sobre la industria hace referencia a la agrícola, el carboneo y la elaboración de yeso.

## Geografía humana

### Demografía
Cuenta con una población de 84 habitantes (INE 2024).
| Gráfica de evolución demográfica de San Martín de Valvení entre 1842 y 2021 |
| |
| Población de derecho según los censos de población del INE Población de hecho según los censos de población del INEEntre el censo de 1857 y el anterior, crece el término del municipio porque incorpora a 475018 (San Andrés) |

## Patrimonio
- Iglesia de San Salvador
- Castillo de San Martín de Valvení

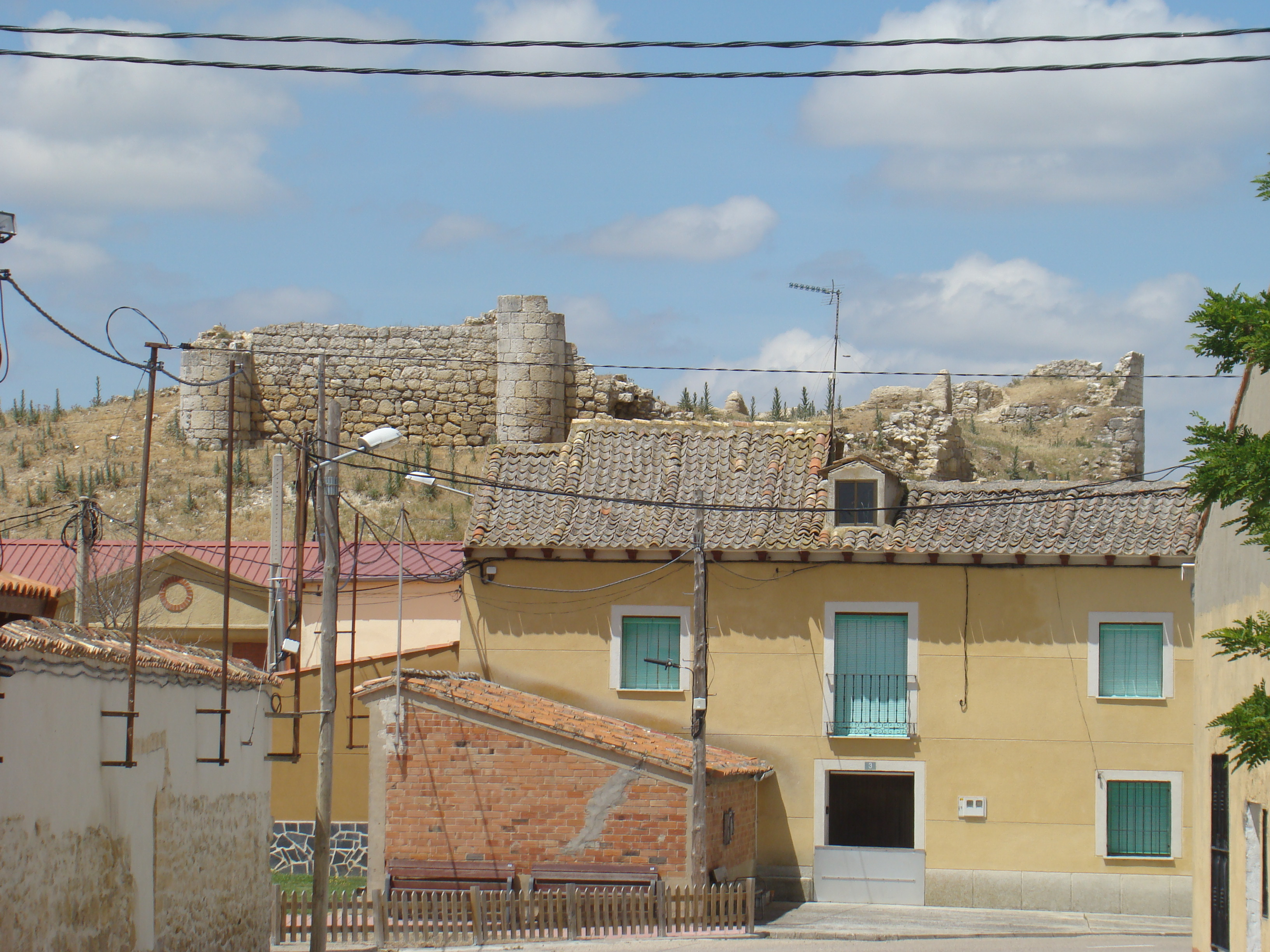
Castillo de San Martín de Valvení

- Humilladero del Santo Cristo de la Gracia

Se encuentra en el término de San Martín de Valvení. Pascual Madoz en su "Diccionario geográfico-estadístico-histórico de España y sus posesiones de Ultramar" lo cita con ese mismo nombre en la sección dedicada a San Martín de Valvení. Es un edificio clasicista probablemente del siglo XVII. Se conserva solo la fachada cuya puerta, adintelada y fabricada en piedra se une a la tapia del cementerio por ambos lados. Es el acceso a este recinto. Cuando esta ermita hacía la función de humilladero se orientaba hacia el caserío del pueblo en la salida hacia la Granja de San Andrés quedando el edificio a la derecha del camino.